# 特賴安格爾鎮區 (北卡羅萊納州達勒姆縣)
特賴安格爾鎮區（英語：Triangle Township）是位於美國北卡羅萊納州達勒姆縣的一個鎮區。

## 地方資料
特賴安格爾鎮區的面積為189.33平方千米，皆為陸地。根據2020年美國人口普查的數據，當地共有人口119225人，而人口密度為每平方千米629.72人。